# Resolució 648 del Consell de Seguretat de les Nacions Unides
La Resolució 648 del Consell de Seguretat de les Nacions Unides, adoptada per unanimitat el 31 de gener de 1990 després de recordar la resolució anterior del Consell de Seguretat de les Nacions Unides sobre el tema, així com l'estudi de l'informe del Secretari General de les Nacions Unides sobre la Força Provisional de les Nacions Unides a Líban (FPNUL) aprovada a la Resolució 426 (1978), el Consell va decidir prorrogar el mandat de la FPNUL durant sis mesos dies fins al 31 de juliol de 1990.
El Consell va tornar a refermar el mandat de la Força i va demanar al Secretari General que informés sobre els progressos realitzats en relació amb l'aplicació de les resolucions 425 (1978) i 426 (1978).